# Sí Ràdio
Sí Ràdio fou una emissora de ràdio musical del País Valencià, la segona de Ràdio Autonomia Valenciana, S.A. pertanyent al grup Radiotelevisió Valenciana.
Inicià les seues emissions en període de proves l'11 de setembre del 2001 i, en un principi, la seua programació estava dirigida als joves i el turisme.
Va ser inaugurada oficialment l'any 2002, es caracteritzà pel seu format encarat a la radiofòrmula i, per tant, amb una programació musical orientada a un públic adult amb un format variety hits. La major part de la programació estigué basada en continguts musicals de forma ininterrompuda a l'estil de les radiofòrmules privades. Tot i ésser un ens públic valencià, la presència de la música feta en la llengua pròpia fou escassa en comparació al volum de música en altres llengües.
El govern valencià va cessar les emissions de Sí Ràdio el 29 de novembre de 2013 a les 16:36h.

## Programació
Heus ací una llista incompleta de la programació de Canal Nou Ràdio/Ràdio Nou/Nou Ràdio durant la seua història:
- Esports Nou Ràdio ()
- Jazzmoció (2003-)
- El món de la música (2009-)
- El nou negre (2003-)
- Rocola Sí (2002-)
- Sí al dance (2002-2003)
- Sí al festiu (2002-2003)
- Sí al jazz (2002-2003)
- Sí o Sí (2002-2003)
- Sídecar (2002-2003)
- Si tu vols, sí (2002-2003)
- Taula Esportiva Nou Ràdio (2002-)
- Top Sí (2002-)
- Tú sí que saps (2002-2003)

## Freqüències
Heus ací la llista completa de freqüències radiofòniques de Sí Ràdio:
- Alacant: 105.5 FM
- Castelló de la Plana: 102.8 FM
- València: 87.8 FM

## Logotips
Durant la seua història, ha tingut una imatge corporativa corresponent a l'etapa com a Canal 9 Ràdio, quatre com a Ràdio 9, i una com a Nou Ràdio:
| Sí Ràdio (2002-2005) | Sí Ràdio (2005-2010) | Sí Ràdio (2010-2013) | Sí Ràdio (2013)           |
| De 2001 a 2005       | De 2005 a 2010       | De 2010 a 2013       | De 9/10/2013 a 20/11/2013 |
| -------------------- | -------------------- | -------------------- | ------------------------- |